# Парламентские выборы в Нидерландах (2023)
Досрочные парламентские выборы в Нидерландах для избрания членов Палаты представителей состоялись 22 ноября 2023 года.
Ожидалось, что выборы состоятся в 2025 году, но досрочные выборы были назначены после того, как 7 июля 2023 года действующий премьер-министр Марк Рютте объявил об отставке своего правительства после того, как его коалиция не смогла договориться о том, как справиться с растущей миграцией.
При этом, Марк Рютте объявил, что не будет вести свою партию на выборы и что он уходит из политики. Это первые парламентские выборы в истории Нидерландов, которые были проведены по новому стандарту.
Убедительную победу одержала Партия свободы, получив 23,6 % голосов и 37 мест из 150, что намного больше, чем любая другая партия.

## Политическая ситуация накануне выборов
Парламентские выборы 2021 года привели к формированию четвёртого кабинета Рютте, состоящего из Народной партии за свободу и демократию (VVD), Христианско-демократического призыва (CDA), Демократов 66 (D66) и Христианского союза (CU). Марк Рютте продолжил исполнять свои обязанности премьер-министра.
Правительство ушло в отставку 7 июля 2023 года после того, как четыре партии не смогли договориться о предлагаемом ограничении воссоединения семей для беженцев, спасающихся от вооруженного конфликта.

### Смена руководства партий
10 июля 2023 года премьер-министр Марк Рютте объявил, что больше не будет баллотироваться в качестве ведущего кандидата от VVD и уйдет из политики, когда будет приведен к присяге новый кабинет министров. Другие партийные и парламентские лидеры также объявили, что не вернутся, в том числе Сигрид Кааг (D66), Вопке Хукстра, Питер Херма (оба CDA), Аттье Куйкен (Партия труда), Кис ван дер Стаайж (SGP), Фарид Азаркан (DENK), Лиане ден Хаан (независимая), Нилюфер Гюндоган (независимая) и Сильвана Саймонс (BIJ1). Лидер партии «Зелёные левые» Йессе Клавер заявил, что, хотя он хотел бы остаться членом парламента, он не будет кандидатом на пост лидера альянса Партия труда — Зелёные левые. Кроме того, Вера Бергкамп, нынешний спикер Палаты представителей, не будет баллотироваться на переизбрание.

## Новые избирательные блоки
- «Зелёные левые — Партия труда»

## Избирательная система
В соответствии со статьями C.1, C.2 и C.3 закона о выборах выборы в Палату представителей проводятся каждые четыре года в марте. 150 членов Палаты представителей избираются по системе пропорционального представительства по открытым спискам. Количество мест полученных списком определяется методом Д’Ондта, что фактически приводит к получению избирательного порога в 1/150 (0,67 %) голосов. Избиратели имеют возможность отдать предпочтительный голос. Места, выигранные списком, сначала распределяются между кандидатами, которые при преимущественном голосовании получили не менее 25 процентов от количества голосов, необходимых для одного места (фактически 0,17 % от общего числа голосов), независимо от их места в избирательном списке. Если несколько кандидатов из списка преодолевают этот порог, их порядок определяется на основе количества полученных голосов. Оставшиеся места распределяются между кандидатами в соответствии с их местом в избирательном списке.

## Результаты
- сохранено
- выиграно
- потеряно

|                             |                                         |            |        |               |              |  |  |
| Партия                      | Партия                                  | Голосов    | %      | Мест получено | +/–          |  |  |
|                             | Партия свободы                          | 2 450 855  | 23,49  | 37            | ▲ 20         |  |  |
|                             | Зелёные левые — Партия труда            | 1 643 073  | 15,75  | 25            | ▲ 8          |  |  |
|                             | Народная партия за свободу и демократию | 1 589 518  | 15,24  | 24            | ▼ 10         |  |  |
|                             | Новый общественный договор              | 1 343 292  | 12,88  | 20            | новая партия |  |  |
|                             | Демократы 66                            | 656 290    | 6,29   | 9             | ▼ 15         |  |  |
|                             | Фермерско-гражданское движение          | 485 551    | 4,65   | 7             | ▲ 6          |  |  |
|                             | Христианско-демократический призыв      | 345 821    | 3,31   | 5             | ▼ 10         |  |  |
|                             | Социалистическая партия                 | 328 225    | 3,15   | 5             | ▼ 4          |  |  |
|                             | Денк                                    | 246 764    | 2,37   | 3             | ▬            |  |  |
|                             | Партия защиты животных                  | 235 148    | 2,25   | 3             | ▼ 3          |  |  |
|                             | Форум за демократию                     | 232 963    | 2,23   | 3             | ▼ 5          |  |  |
|                             | Реформатская партия                     | 217 270    | 2,08   | 3             | ▬            |  |  |
|                             | Христианский Союз                       | 212 532    | 2,04   | 3             | ▼ 2          |  |  |
|                             | Вольт Нидерланды                        | 178 802    | 1,71   | 2             | ▼ 1          |  |  |
|                             | JA21                                    | 71 345     | 0,68   | 1             | ▼ 2          |  |  |
|                             | Интерес Нидерландов                     | 52 913     | 0,51   | 0             | новая партия |  |  |
|                             | 50PLUS                                  | 51 043     | 0,49   | 0             | ▼ 1          |  |  |
|                             | BIJ1                                    | 44 253     | 0,42   | 0             | ▼ 1          |  |  |
|                             | Сплинтер                                | 12 838     | 0,12   | 0             | ▬            |  |  |
|                             | Пиратская партия-Зелёные                | 9117       | 0,09   | 0             | ▬            |  |  |
|                             | Нидерланды с планом                     | 5487       | 0,05   | 0             | новая партия |  |  |
|                             | Вместе за Нидерланды                    | 5325       | 0,05   | 0             | новая партия |  |  |
|                             | LEF – Для нового поколения              | 5122       | 0,05   | 0             | новая партия |  |  |
|                             | Либертарианская партия                  | 4152       | 0,04   | 0             | ▬            |  |  |
|                             | Партия спорта                           | 3966       | 0,04   | 0             | новая партия |  |  |
|                             | Политическая партия базового дохода     | 1038       | 0,01   | 0             | новая партия |  |  |
| Всего                       | Всего                                   | 10 432 726 | 100,00 | 150           |              |  |  |
|                             |                                         |            |        |               |              |  |  |
| Действительных бюллетеней   | Действительных бюллетеней               | 10 432 726 | 99,59  |               |              |  |  |
| Недействительных бюллетеней | Недействительных бюллетеней             | 19 655     | 0,19   |               |              |  |  |
| Пустых бюллетеней           | Пустых бюллетеней                       | 22 822     | 0,22   |               |              |  |  |
| Всего бюллетеней            | Всего бюллетеней                        | 10 475 203 | 100,00 |               |              |  |  |
| Явка избирателей            | Явка избирателей                        | 13 473 750 | 77,75  |               |              |  |  |
| Источник:Kiesraad           |                                         |            |        |               |              |  |  |

## Последствия

### Политический анализ
Международные СМИ охарактеризовали результаты выборов как «одно из крупнейших политических потрясений в нидерландской политике со времен Второй мировой войны» и как убедительную победу Партии свободы (PVV). Многие аналитики предположили, что подъем PVV произошёл благодаря отличным выступлениям Вилдерса в дебатах за несколько недель до выборов. Когда миграция стала крупнейшим вопросом предвыборной кампании, это помогло повысить привлекательность Вилдерса и его партии в глазах избирателей. Некоторые политические журналисты высказали мнение, что Вилдерс смог заручиться более широкой поддержкой, смягчив некоторые из своих заявлений и заявил в ходе дебатов, что будет «премьер-министром для всего нидерландского народа». Другие перед выборами отметили, что новые партии, выступающие против истеблишмента и альтернативные PVV, такие как FvD, JA21, BBB и NSC Питера Омтзигта, выдохлись, и избиратели, поэкспериментировав с ними, в итоге сделали выбор в пользу PVV, решив что Вилдерс более сильная и последовательная политическая фигура.
Сыграло свою роль и то что, лидер коалиции GroenLinks-PvdA Франс Тиммерманс не нравится многим правым, а поскольку VVD и NSC напрямую не исключали сотрудничество ни с PVV, ни с GL-PvdA, это привело к консолидации правых избирателей вокруг Вилдерса, чтобы не допустить премьерство Тиммермана. Популярность Фермерско-гражданского движения снизилась по сравнению с пиком на провинциальных выборах в марте, при этом многие из их избирателей отдали предпочтение NSC или PVV, поскольку вопросы выбросов азота были для них лишь второстепенной темой в кампании.
Исследование парламентских выборов в Нидерландах, проведённое 38 политологами и социологами, подтвердило, что миграция вызывает наибольшую обеспокоенность среди избирателей, что и привело к победе на выборах PVV. Более того, исследователи пришли к выводу, что треть избирателей сменила предпочитаемую партию во время кампании, в том числе в различных идеологических блоках. Последнее отчасти было вызвано низким доверием к политикам. Согласно исследованию, многие избиратели — особенно те, кто голосовал за PVV — отдали предпочтение сильному лидеру, помня о предыдущих политических кризисах.

### Реакция
Удачное выступление партии Вилдерса приветствовали премьер-министр Венгрии Виктор Орбан и лидеры крайне правых по всей Европе, такие как Марин Ле Пен, Маттео Сальвини, Андре Вентура, Алиса Вайдель, Том Ван Грикен и Сантьяго Абаскаль.
Все партии действующего коалиционного правительства потеряли места на этих выборах. Лидер одной из них, партии D66 Роб Йеттен обвинил в неудаче старшего партнёра по коалиции, партию VVD и её лидера Дилан Йешилгез-Зегериус. Ешилгез отрицает, что стратегия её партии виновата в успехе PVV, заявив: «Не VVD сделала PVV великой. Это сделали избиратели».

### Формирование правительства
Формирование нового кабинета министров началось сразу после выборов 22 ноября 2023 года между Партией свободы (PVV), Народной партией за свободу и демократию (VVD), Новым общественным договором (NSC) и Фермерско-гражданским движением (BBB). NSC и VVD не хотели управлять совместно с VVD, поскольку некоторые из её позиций противоречили принципу верховенства закона. Через полтора месяца напряженность из-за финансовых разногласий привела к тому, что 6 февраля NSC отказался от участия переговоров по создании нового правительства. 15 мая было решено сформировать внепарламентский кабинет министров с участием PVV, VVD, NSC и BBB. 28 мая премьер-министром был назначен государственный служащий Дик Схоф (независимый). 2 июля к присяге были приведены 29 членов нового кабинета министров.